# Tetrapterys acapulcensis
Tetrapterys acapulcensis là một loài thực vật có hoa trong họ Malpighiaceae. Loài này được Kunth miêu tả khoa học đầu tiên năm 1821.